# Armer St. Stephan
Der Arme St. Stephan war eine Kapelle und Klause an einem Friedhof vor der inneren Stadtmauer von Worms im Mittelalter und in der frühen Neuzeit. Bauliche Überreste bestehen nicht mehr.

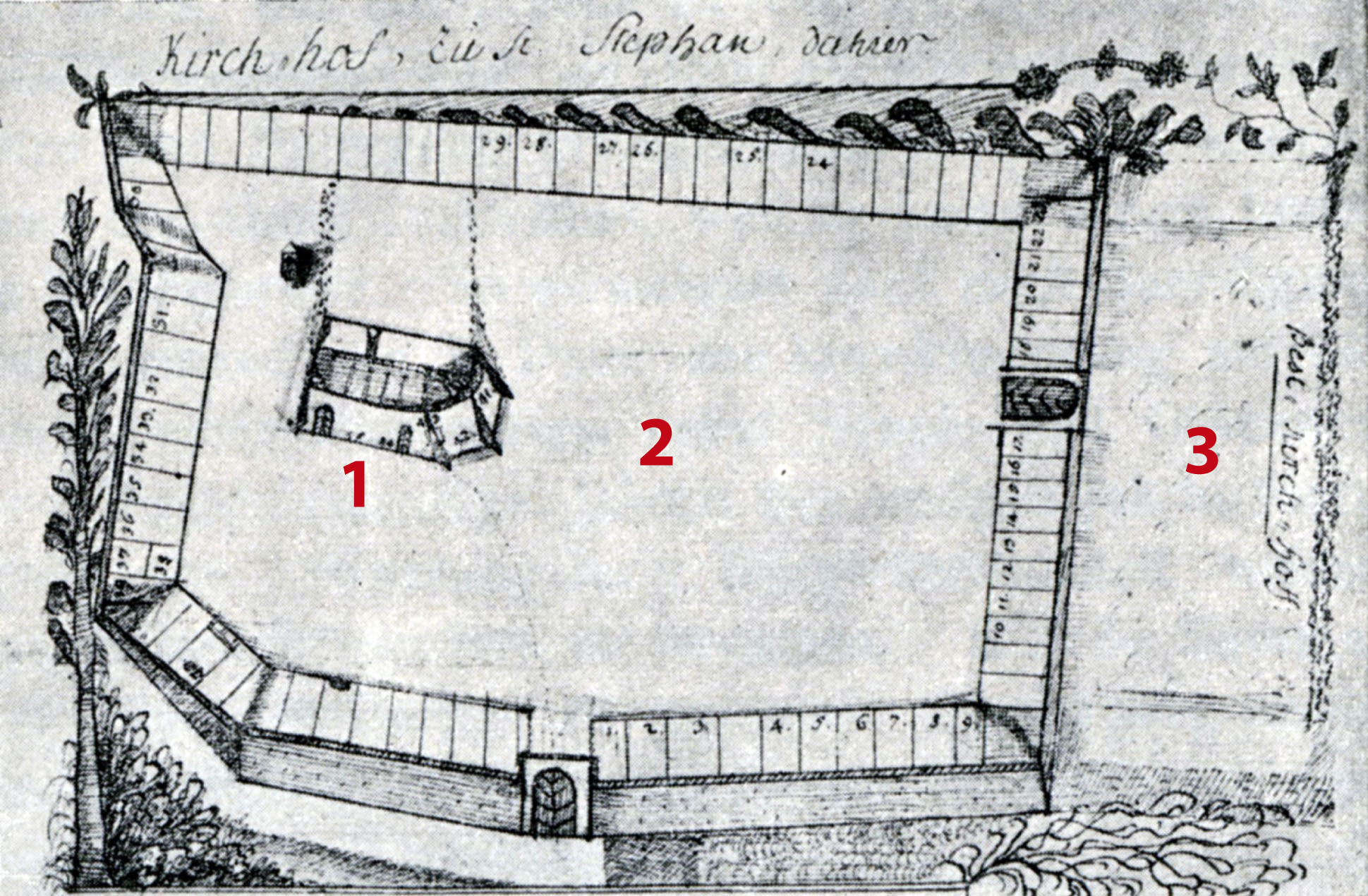
St.-Stephans-Kapelle (1), Friedhof (2) und Pestfriedhof (3), 1763

## Geografische Lage
Die Kapelle lag nordöstlich der Martinspforte in einem Friedhof. Die Position des Wohngebäudes, das zuletzt Beginen nutzten, ist nicht bekannt. Die Kapelle lag mit ihrem Westteil in der Flucht der heutigen Remeyerhofstraße und erstreckte sich ostwärts in das Geviert, das Remeyerhofstraße, Hermannstraße, Schwedenstraße und Woensamstraße bilden.

## Bezeichnung
Die Bezeichnung Armer St. Stephan unterschied die Einrichtung von der innerstädtischen St. Stephanskirche.

## Geschichte

### Erste Gemeinschaft
Um 1115 sammelten Erkenbert von Frankenthal und seine Frau Richlinde hier eine fromme Gemeinschaft um sich, aus der heraus die Gründung der Klöster des Frankenthaler Augustiner-Chorherrenstifts am 27. Mai 1119 – seine Überreste sind als Erkenbert-Ruine erhalten – und des Augustiner-Chorfrauenstifts „Klein-Frankenthal“ erfolgte, das der Wormser Bischof Burchard II. 1139 weihte. Damit wurde St. Stephan in Worms von der Gemeinschaft aufgegeben.

### Beginen
Mehr als 200 Jahre später nutzten Beginen die Kapelle St. Stephan. Eine Verbindung zu der ersten Gemeinschaft ist sehr unwahrscheinlich. Der Gründungszeitpunkt der Gemeinschaft ist nicht bekannt. Die älteste erhaltene Urkunde, die sie bezeugt, stammt von 1348. Zu dem Wohngebäude der Gemeinschaft gibt es nur die Angabe retro s[anctum] Stephanum, also „hinter der Stephanskapelle“. Die Belege für die Gemeinschaft sind in den folgenden 150 Jahren sehr punktuell, selten und wenig aussagekräftig. Sie scheint aber durchgängig bestanden zu haben.
Die Gemeinschaft war kirchlich dem benachbarten Augustiner-Chorherrenstift vom Heiligen Grab in Jerusalem und dessen Allerheiligenkirche zugeordnet. Deren Propst war der geistliche Chef der Einrichtung, den Schaffner (Wirtschaftsverwalter) der Beginen setzten der Propst und der Rat der Stadt Worms gemeinsam ein.
Im 16. Jahrhundert werden die Belege zu den Beginen der Capellen zum Armen sant Steffan vor dem Martin porten zu Worms zwar dichter, brechen dann aber in der Mitte des Jahrhunderts ab. Wohl in Folge der Reformation ging die Institution ein oder wurde geschlossen. Ab etwa 1560 ist belegt, dass die Arbeit der Beginen als städtische Fürsorgeeinrichtung fortgesetzt wurde.
Friedhof und Kapelle fielen bei der Vermögensteilung zwischen Lutheranern und Römisch-Katholischen den Lutheranern zu, die den Friedhof in der Folge bis weit in die zweite Hälfte des 18. Jahrhunderts als städtisch-lutherischen Friedhof nutzten. Zu einem unbekannten Zeitpunkt wurde der Friedhof nach Westen um einen „Pestfriedhof“ erweitert, der aber wohl nur kurzfristig, im Zuge einer Epidemie, belegt wurde.

## Gebäude
Erkenbert und seine Gemeinschaft nutzten Fachwerkhäuser. Zu dem Wohnhaus der Beginen ist nichts bekannt.
Die Kapelle des Armen St. Stephan war eine einschiffige Saalkirche, in den überlieferten Darstellungen und Plänen gotisch, der Chor mit einem Fünfachtelschluss. Die Kirche stand im westlichen Teil des ummauerten Friedhofs. Bei der Zerstörung der Stadt im Pfälzischen Erbfolgekrieg durch Truppen König Ludwigs XIV. brannte 1689 auch die Kapelle des Armen St. Stephan aus. Anfang des 18. Jahrhunderts wurde sie wieder aufgebaut, an dessen Ende aufgegeben.

## Relikte
Ruinenreste der Kapelle waren in der ersten Hälfte des 19. Jahrhunderts noch erhalten, wurden aber beseitigt, als sich die Stadt in der zweiten Hälfte des 19. Jahrhunderts massiv über den mittelalterlichen inneren Mauerring hinaus ausdehnte. Heute ist das Areal komplett modern überbaut. Bei Erdarbeiten 1971 und 1986 stieß man auf Gräber, was aber archäologisch nicht dokumentiert wurde.